# Dê Carinho
Dê Carinho é o sétimo álbum de estúdio da cantora Cristina Mel, lançado pela gravadora MK Music em 1997. O disco foi produzido pela cantora, Natan Brito e Luis Karam.
Responsável pela solidificação da carreira nacional da cantora, Dê Carinho contém a canção "Ao Amigo Distante", notória em sua trajetória musical.
O CD foi relançado juntamente com o álbum Imenso Amor de Marina de Oliveira em 2003. e em 2008 na íntegra com as 12 faixas originais da época.
Em 2015, foi considerado, por vários historiadores, músicos e jornalistas, como o 14º maior álbum da música cristã brasileira, em uma publicação dirigida pelo Super Gospel. Mais tarde, foi eleito pelo mesmo portal o 5º melhor álbum da década de 1990.

## Faixas
1. Em Suas Mãos (Sérgio Lopes)
2. Pela Graça e Pela Lei (Ed Wilson)
3. Dê Carinho (Felippe Costa)
4. Ao Amigo Distante (Josué Teodoro)
5. Mestre (Josué Teodoro)
6. Vem Pra Jesus (Cristina Mel e Janir Fontenele)
7. Como Eu Poderia Esquecer (Ed Wilson e Joran)
8. Dai Glórias (Cristina Mel e Janir Fontenele)
9. Flores do Amor (Lenilton)
10. Deus Uniu (Júnior Costa)
11. Castelo Forte (C.C. 323)
12. Oração do Aflito (Felippe Costa)

## Faixas do VHS e DVD
1. Mão do Mestre
2. Pela Graça e Pela Lei
3. Vem pra Jesus
4. Ao Amigo Distante
5. Pra Sempre em Meu Coração
6. Estrela da Manhã
7. Como Eu Poderia Esquecer
8. Dê Carinho
9. Castelo Forte
10. Santo Deus, Usa-me
11. Cristo
12. Vem, Espírito

## Clipes
- Ao amigo distante
- Como eu poderia esquecer